# 竇融
竇融（前16年—62年），字周公，扶風平陵（今陕西省咸阳市西北）人，窦氏家族世代仕官于河右，家族中不少成员自称河右大族，任凉州刺史。東漢官員，曾孫女是漢章帝章德竇皇后。

## 生平
窦氏家族世代仕官河西，家族中不少成员自称河右大族。王莽時參加鎮壓赤眉、綠林起义，拜渡水將軍，後據河西，河西民俗質樸，竇融“政亦寬和”，“上下相親，晏然富殖”。汉光武帝刘秀進攻隴右的隗囂時，竇融率兵相助。平隴右後，竇融又上表要求放棄割據，于建武五年（29年）四月率領部下內附。竇氏一門貴寵，稱「一公、兩侯、三公主（竇穆尚內黃公主、竇勛尚沘陽公主、竇固尚涅陽公主）、四二千石」，奴婢以千計，當時貴戚功臣都無法相比。
竇融子孫放縱聲色，多行不法，竇穆、竇勳二人恃寵而驕，仗勢欺人。永平二年（59年），從兄子竇林因罪處死，漢明帝多次下詔責竇融，並“戒以竇嬰、田蚡禍敗之事”，令竇融歸第養病。一年後，上衛尉印綬。五年，其子窦穆矫诏事发，窦氏族人被逐出京城洛陽。窦穆等人西至函谷关时，汉明帝下诏悉复追还。同年，窦融逝世，时年七十八，谥曰戴侯。

## 家族
- 扶风窦氏
- 扶风窦氏世系图

## 延伸阅读
[在维基数据编辑]
 《後漢書/卷23》，出自范晔《後漢書》
 《東觀漢記》